# Henrik Dalsgaard
Henrik Dalsgaard (født 27. juli 1989) er en dansk professionel fodboldspiller, som spiller for den danske Superligaklub AGF. Han har tidligere spillet i AaB, Zulte Waregem, Brentford F.C. og FC Midtjylland.

## Karriere

### AaB
Dalsgaard kom til AaB fra Viborg FF, og han fik debut på AaB's superligamandskab, da han blev skiftet ind i det 82. minut i en kamp mod AGF den 11. maj 2009. Dalsgaards første mål for AaB's førstehold faldt i den 33. og sidste spillerunde af superligaen 2008-09, da han scorede til 1-1 mod FC Nordsjælland. i kampen der endte 2-2.

### S.V. Zulte Waregem
Det blev offentliggjort 9. december 2015, at Henrik Dalsgaard skiftede til den belgiske klub S.V. Zulte Waregem med virkning fra den 1. januar 2016. Dalsgaard skrev under på en kontrakt gældende frem til 2018 med option for yderligere et år. Han fik halvandet år i klubben, hvorunder han i en periode var ramt af en hofteskade, men også var med til at blive belgisk pokalvinder i foråret 2017.

### Brentford FC
Den 23. maj 2017 blev det offentliggjort, at Dalsgaard havde skrevet under på en treårig aftale med Brentford F.C. Tiden i Brentford var blandt andet med til at bane vej for en udtagelse til VM i 2018 i Rusland. Dalsgaard var også med til at skrive historie med Brentford, da klubben 29. maj 2021 for første gang i 74 år rykkede op i Premier League, efter at havde vundet den såkaldte millardkamp 2-0 over Swansea på Wembley. Kampen blev samtidig den sidste kamp for Dalsgaard i Brentford, der opnåede i alt 162 kampe for klubben og var blevet meget populær blandt klubbens tilhængere.

### FC Midtjylland
Mandag 7. juni 2021 offentliggjorde FC Midtjylland i en pressemeddelelse på sin hjemmeside, at man på en fri transfer havde indgået en treårig aftale med Dalsgaard, som dermed vendte tilbage til dansk fodbold efter fem år i udlandet. I FC Midtjylland overtog Dalsgaard trøje nr. 14, som tidligere tilhørte Alexander Scholz, og han blev anfører for holdet, da Erik Sviatchenko forlod klubben i 2023. Han fik dog ikke forlænget sin kontrakt og kunne derfor finde en ny klub på fri transfer, efter at han i sommeren 2024 havde været med til at blive dansk mester med FCM.

### AGF
Det blev AGF, der kort efter afslutningen på sæsonen kunne offentliggøre, at man havde skrevet en etårig kontrakt med Dalsgaard.

## Landsholdskarriere
Dalsgaard fik debut på det danske U/21-landshold mindre end et år, efter han forlod serie 2 til fordel for AaB i en kamp mod Georgiens U/21-landshold i oktober 2009. Dalsgaard udmærkede sig i kampen ved at lægge op til et mål.
Den 9. marts 2016 blev Dalsgaard for første gang udtaget til det A-landsholdet til kampene mod Island og Skotland. Han spillede sin første A-landsholdskamp den 24. marts, da han spillede hele kampen i 2-1-sejren over Island. Han har opnået i alt 26 kampe på A-landsholdet frem til 2020 og var blandt andet med i VM-slutrunden 2018 i Rusland, hvor han spillede alle kampene. Han har scoret et enkelt mål, som kom i en kvalifikationskamp til EM 2020 i udekampen mod Schweiz, der endte 3-3.

## Spillestil
Dalsgaards force er hans hurtighed, og derfor spillede han angriber, da han først startede i AaB. Under Kent Nielsen blev han af praktiske årsager omskolet til højre back. Klubbens transferbudget var minimalt og holdets normale førstevalg på højre back Kasper Bøgelund var plaget af den ene skade efter den anden. Men med Kent Nielsen og Bøgelunds mentoring fik Dalsgaard succes på højreback-positionen, hvor hans hurtighed også gør ham farlig i offensiven.

## Titler
AaB
- Superligaen: 2013-2014
- DBU Pokalen: 2014

Zulte Waregem
- Belgisk pokalturnering: 2016/17

FC Midtjylland
- Superligaen: 2023-2024